# Distretto di Zadran
Il distretto di Zadran è un distretto dell'Afghanistan appartenente alla provincia della Paktia. Conta una popolazione di 36.242 abitanti (dati 2015).